# Stand up paddle

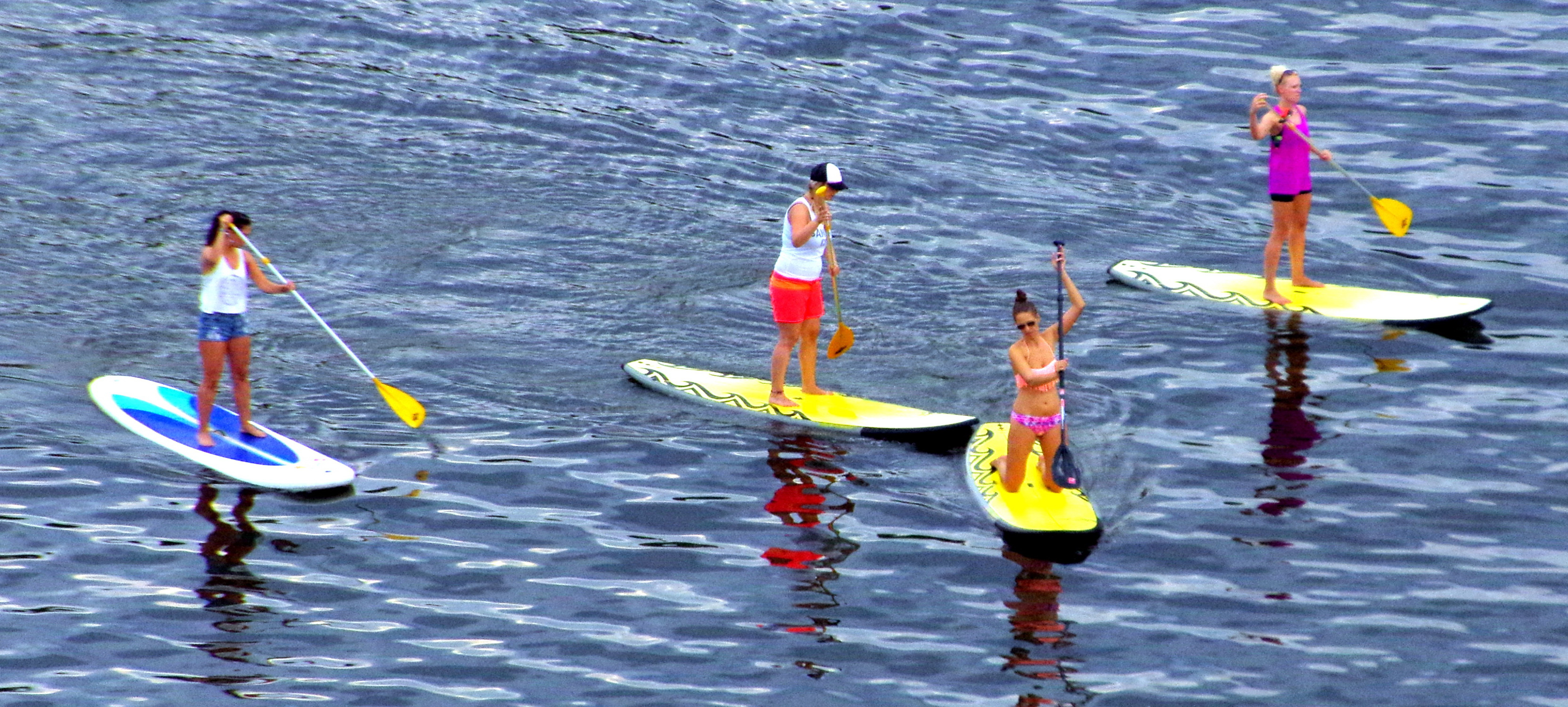
Osoby uprawiające stand up paddle

Stand up paddle, standup paddleboarding (SUP) – sport wodny wywodzący się z surfingu polegający na poruszaniu się po wodzie na desce napędzanej za pomocą wiosła.
Sport ten wywodzi się z Hawajów i został rozpowszechniony w XXI wieku. W tradycyjnej formie na desce jest się w pozycji stojącej i używa się jednostronnego wiosła (pagaja), jednakże ze względu na rozpowszechnienie na świecie i używanie deski SUP przez mniej doświadczonych użytkowników, stosuje się również pozycję siedzącą (niektóre deski mają siedlisko) oraz pozycję klęczącą, nieraz używając wiosła dwustronnego. Istnieją różne rodzaje aktywności na desce SUP. Może to być klasyczne, spokojne pływanie po wodzie z odpychaniem się, tzw. freeride lub też połączone z ćwiczeniami, np. fitness czy jogi lub wędkowaniem. Popularne są także wyścigi.

## Sprzęt

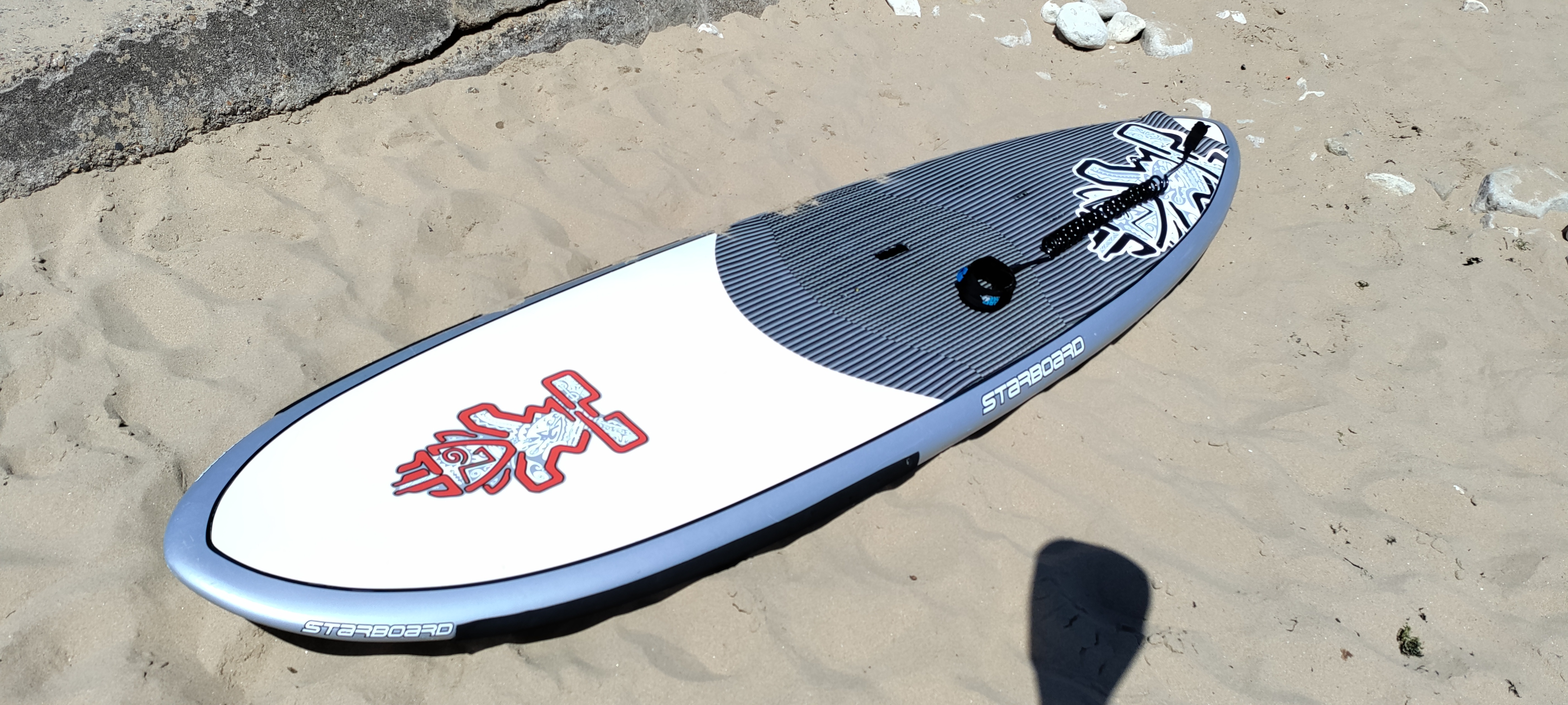
Deska SUP

- deska sztywna lub w wersji pompowanej dla łatwiejszego transportu i o odpowiednio dobranych wymiarach[3]
- pagaj o długości odpowiednio dobranej w stosunku do wzrostu danej osoby[3] lub wiosło podwójne w nietradycyjnej formie tego sportu
- smycz (ang. leash), którą można przyczepić do nogi jeśli chce się zadbać o to, by deska nie odpłynęła zbyt daleko w razie upadku[3]
- kamizelka ratunkowa lub asekuracyjna spełniająca normę EN-12402-5:2007[4]